# Testore
Testore (in greco antico: Θέστωρ?, Théstor) è un personaggio della mitologia greca.

## Genealogia
Figlio di Idmone e di Laotoe sposò Polimela e divenne padre di Teonoe, Leucippe Teoclimeno e Calcante.

## Mitologia
Testore partì alla ricerca di Teonoe che, rapita dai pirati cari, fu venduta ad Icaro il re di Caria ma naufragò durante il viaggio e fu a sua volta imprigionato dai pirati. Questi lo vendettero allo stesso re e lui non riconobbe la figlia che intanto si era guadagnata i favori del monarca.

Leucippe in seguito, seguendo la predizione di un oracolo e nascosta in un abito religioso si recò alla corte di Icaro. Teonoe la vide, ma la scambiò per un uomo, se ne innamorò e ne fu respinta, così per vendetta ordinò al suo schiavo (Testore) di ucciderla.
Introdottosi nella camera di Leucippe e prima di alzare la spada, Testore si presentò a lei raccontandole la sua storia. In tal modo i due si riconobbero e decisero quindi di uccidere la concubina di Icaro ma, una volta giunto nella sua camera Teonoe riconobbe il padre.

In tre quindi si recarono da Icaro che, ricolmandoli di doni li rimandò in patria.